# Дживаджирао Шинде
Махараджа Дживаджирао Шинде (хинди जीवाजीराव सिंधिया; 26 июня 1916 — 16 июля 1961) — последний правящий махараджа Гвалиора из династии Шинде (5 июня 1925 — 28 мая 1948).
В период британского владычества он был правящим махараджей княжества Гвалиор в центральной Индии с 1925 по 1947 год. После того, как штат был поглощен независимой Индией, правительство Индии предоставило ему личный кошелек, определенные привилегии и титул Махараджи Гвалиора, который он сохранял до своей смерти в 1961 году. Он также занимал пост раджпрамука (губернатора) штата Мадхья-Бхарат с 1948 до 1956 год.

## Ранняя жизнь

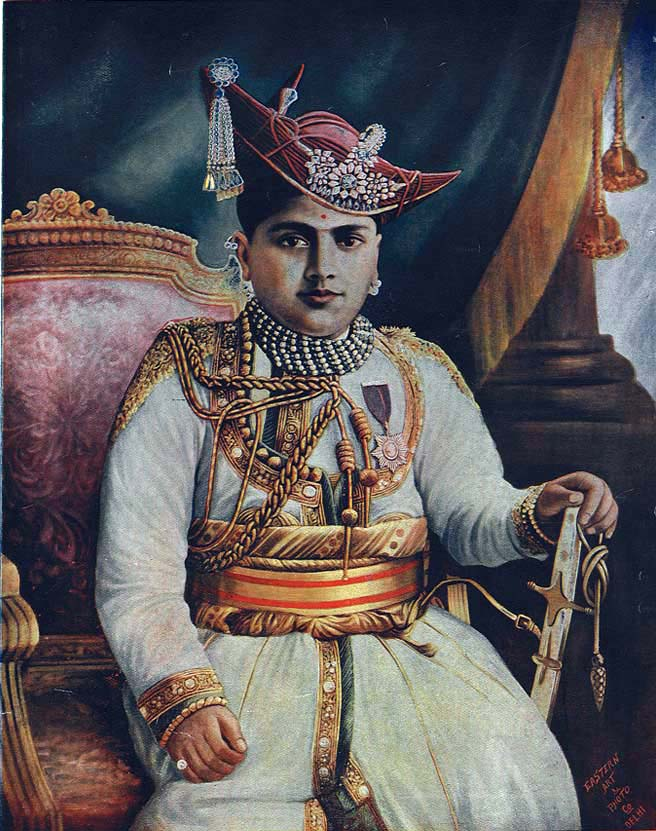
Дживаджирао Шинде в детстве, около 1930 года

Дживаджирао был отпрыском семьи Шинде, происходил от маратхского полководца Раноджирао Шинде (ок. 1700—1745). Раноджирао был главой маратхских армий в Малве в первой половине XVIII века, когда империя Маратхов быстро расширялась за счет Империи Великих Моголов. Даулатрао Шинде перенес столицу из Уджайна в новый город Лашкар, недалеко от исторического города-крепости Гвалиор. Шинде приняли британский сюзеренитет в 1818 году по завершении своих выгод от них после того, как они проиграли Третья англо-маратхскую войну. Гвалиор, занимавший 68 291 км2, был крупнейшим княжеством Центрально-Индийского агентства и входил в пятерку крупнейших княжеств во всей Индии.

## Личная жизнь
Дживаджирао стал махараджей Гвалиора 5 июня 1925 года, сменив своего отца Мадхо Рао Шинде после его смерти. 21 февраля 1941 года он женился на Лекхе Дивьешвари Деви (12 октября 1919 — 25 января 2001), впоследствии известной как Виджая Радж Шиндия, которая происходила из могущественной непальской династии Рана. Они были родителями пятерых детей, четырех дочерей и сына, в том числе:
- Падма Радж (23 февраля 1942 — 29 апреля 1964), с 1960 года была замужем за махараджей Кирит Бикрам Маникья Деббарман из Трипуры (1933—2006).
- Уша Радж (род. 31 октября 1943), с 1967 года замужем за непальским министром Пашупати Шамшер Джанг Бахадуром Раной из династии Рана (род. 1941), который является внуком Шри Тин Махараджи Мохана Шамшер Джанг Бахадур Рана.
- Мадхаврао Шинде (10 марта 1945 — 30 сентября 2001), бывший министр кабинета министров союза в Индии, член парламента (1971—1984, 1984—1999, 1999—2001) и титулярный махараджа Гвалиора (1961—2001).
- Васундхара Радж (род. 8 марта 1953), главный министр индийского штата Раджастхан (2003—2008, с 2013). Муж с 1972 года (развод в 1973) — Хемант Сингх (род. 1951), титулярный махараджа Дхолпура с 1954 года
- Яшодхара Радж (род. 19 июня 1954), лидер партии Бхаратия Джаната (БДП) и депутат парламента индийского штата Мадхья-Прадеш. Муж с 1977 года (развод в 1994) — Сиддхарт Бхансали (род. 1950), трое детей.

## Карьера

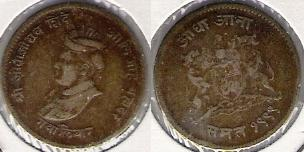
Дживаджирао на монете в пол-анны 1942 года.

Дживаджирао правил княжеством Гвалиор в качестве абсолютного монарха и британского вассала вскоре после обретения Индией независимости 15 августа 1947 года. Правители индийских княжеств должны были присоединиться к любому из двух доминионов (Индии и Пакистана), созданных в соответствии с Законом о независимости Индии 1947 года. Дживаджирао подписал соглашение с правителями соседних княжеств, которое объединило их несколько княжеств, чтобы сформировать новое государство в Индийском союзе, известное как Мадхья Бхарат. Это новое государство, заключившее ковенант, должно было управляться советом, возглавляемым правителем, известным как Раджпрамукх. Мадхья Бхарат подписал новый Документ о присоединении с правительством Индии, вступивший в силу 15 июня 1948 года. 28 мая 1948 года Дживаджирао Шинде стал первым раджпрамукхом, или назначенным губернатором штата. Он занимал пост раджпрамука до 31 октября 1956 года, когда штат был объединен в Мадхья-Прадеш.

## Семья
После его смерти в 1961 году семья Дживаджирао продолжала заниматься политикой. В 1962 году его вдова, Раджмата Виджайрадж Шинде, была избрана в Лок Сабха, положив начало карьере семьи на выборах. Первоначально она была членом партии Индийский национальный конгресс, рассталась в 1967 году, присоединилась к Джана Сангх, а позже стала влиятельным членом партии Бхаратия Джаната. Их сын, Мадхаврао Шинде (1945—2001), был избран в Лок Сабха в 1971 году, представляя Джана Сангх. Позже он присоединился к Конгрессу в 1980 году и служил до своей смерти в 2001 году. Сын Мадхаврао, Джотирадитья Шинде (род. 1971), также член партии Конгресса, был избран в 2002 году на место, которое ранее занимал его отец. 10 марта 2020 года Джотирадитья Шинде покинул Индийский национальный конгресс. Дочь Дживаджирао, Васундхара Радж, является видным политиком, связанным с партией Бхаратия Джаната. Она была первой женщиной-главным министром Раджастана, а также была членом Лок Сабха в течение пяти сроков подряд с 1989 года.